# Bronisław Foltyn
Bronisław Edward Foltyn (ur. 12 sierpnia 1974 w Bielsku-Białej) – polski przedsiębiorca i polityk, poseł na Sejm X kadencji.

## Życiorys
Kształcił się m.in. w zawodzie piekarza i cukiernika. W 2021 uzyskał licencjat z politologii w Wyższej Szkole Turystyki i Ekologii w Suchej Beskidzkiej. Z zawodu przedsiębiorca, prowadził sieć sklepów z telefonami komórkowymi. Związany również z branżą gastronomiczną, został współwłaścicielem kilku lokali w Bielsku-Białej.
Działał w Stowarzyszeniu KoLiber. Kierował strukturami Unii Polityki Realnej w Bielsku-Białej. W wyborach samorządowych w 2002 bez powodzenia ubiegał się z listy tego ugrupowania o mandat radnego sejmiku śląskiego. W 2005 bezskutecznie ubiegał się o mandat poselski z listy Platformy Obywatelskiej, do której należał. Później objął kierownictwo lokalnych struktur partii KORWiN (przemianowanej na Nową Nadzieję). W 2015 z jej ramienia oraz w 2019 z listy Konfederacji bez powodzenia kandydował do Sejmu. W 2018 bezskutecznie ubiegał się o mandat radnego miejskiego z ramienia KWW Kukiz’15.
W wyborach parlamentarnych w 2023 został wybrany do Sejmu z okręgu bielskiego, startując z pierwszego miejsca na liście Konfederacji Wolność i Niepodległość oraz zdobywając 18 134 głosy. Wszedł w skład Komisji Gospodarki i Rozwoju oraz Komisji Kultury i Środków Przekazu. W 2024 był kandydatem na urząd prezydenta Bielska-Białej (przegrał w pierwszej turze głosowania).

## Wyniki w wyborach ogólnopolskich
| Wybory | Komitet wyborczy | Komitet wyborczy                     | Organ              | Okręg | Wynik          |
| ------ | ---------------- | ------------------------------------ | ------------------ | ----- | -------------- |
| 2005   |                  | Platforma Obywatelska                | Sejm V kadencji    | nr 27 | 991 (1,48%)    |
| 2015   |                  | KORWiN                               | Sejm VIII kadencji | nr 27 | 1729 (0,51%)   |
| 2019   |                  | Konfederacja Wolność i Niepodległość | Sejm IX kadencji   | nr 27 | 14 893 (3,83%) |
| 2023   | Sejm X kadencji  | Konfederacja Wolność i Niepodległość | 18 134 (4,07%)     | nr 27 |                |